# Hohes Meer (Augsburg)

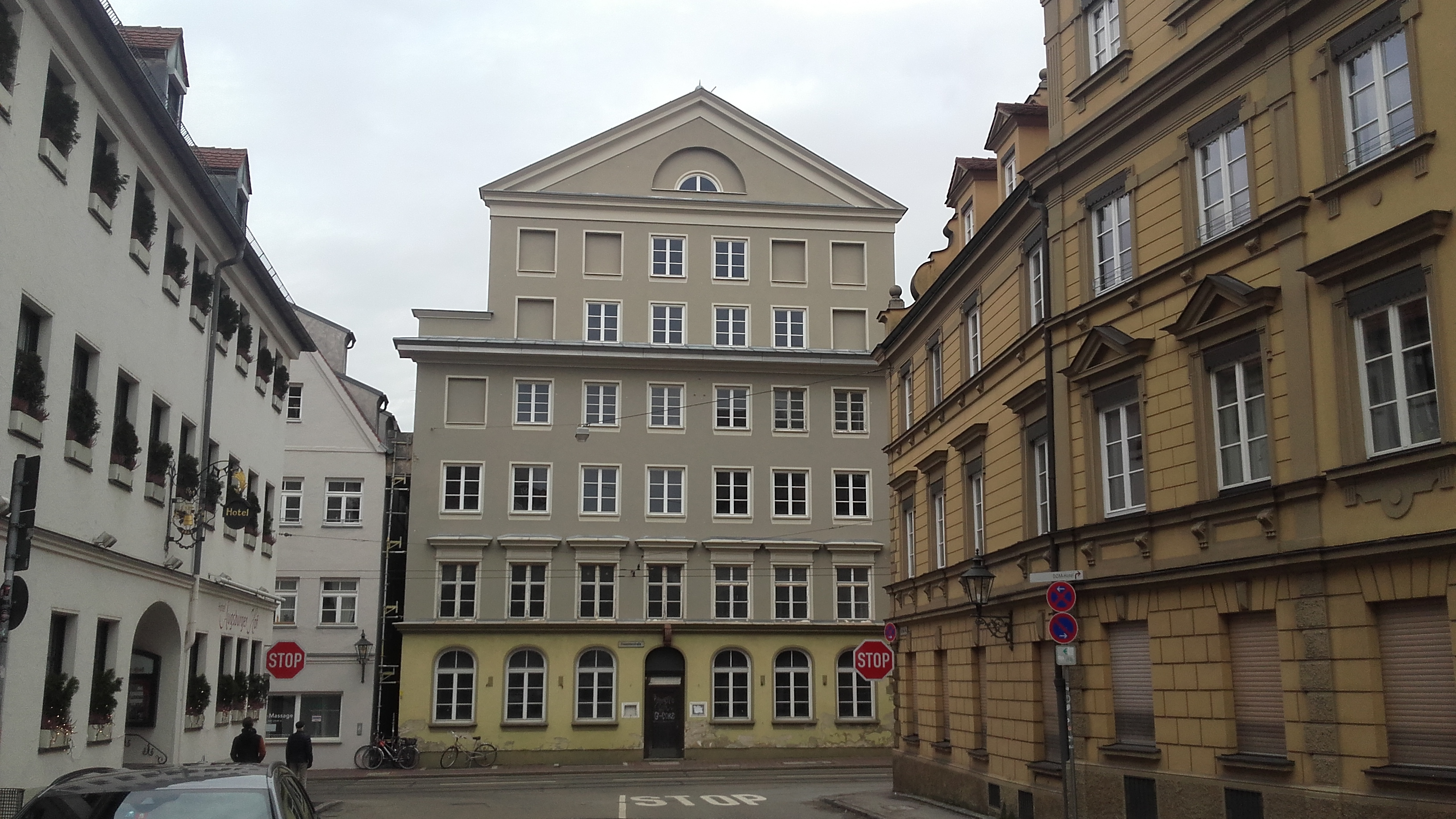
Das ehemalige Gasthaus Hohes Meer in Augsburg (2021)

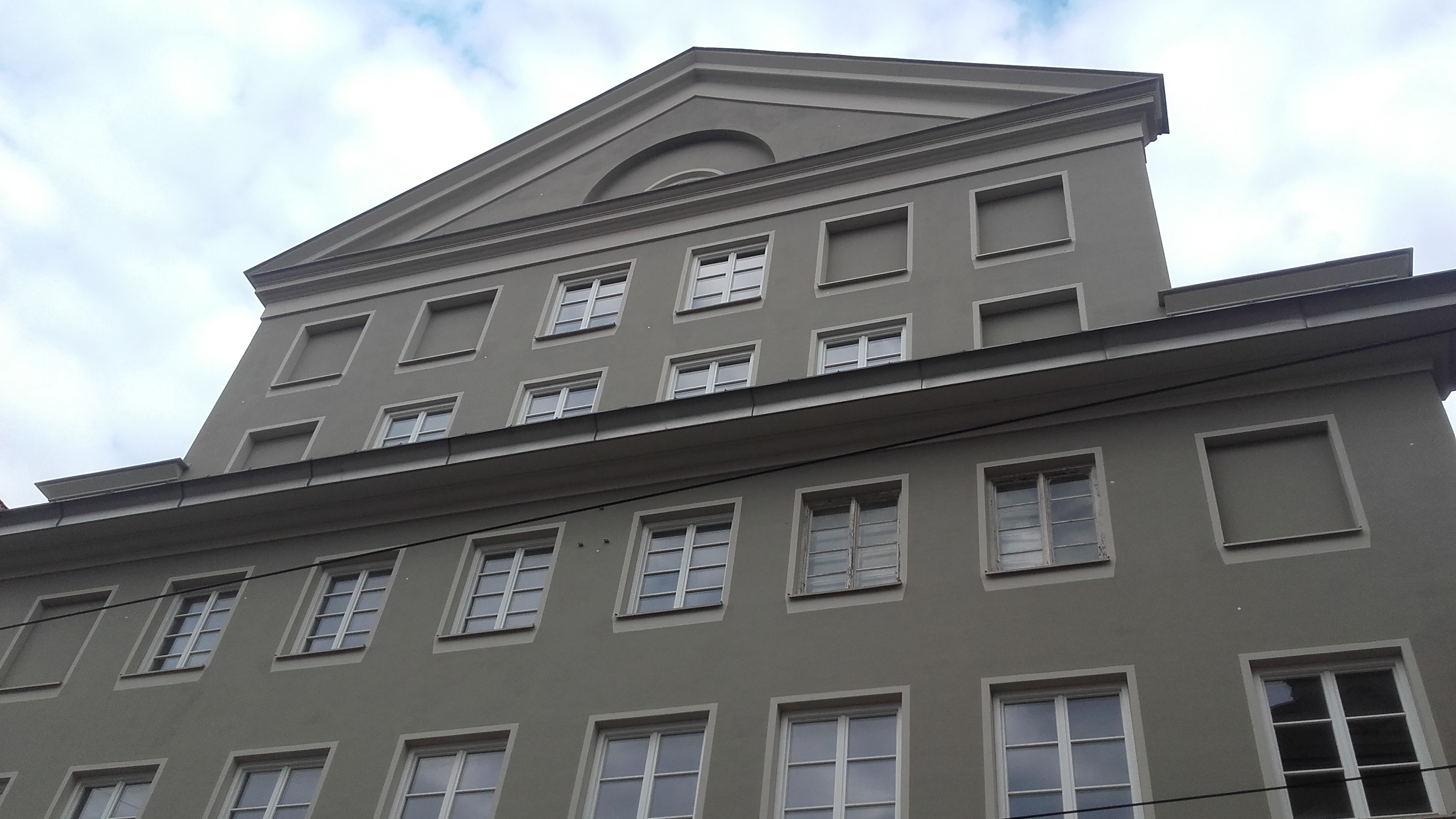
Hochaufragender Giebel mit den Befestigungslaschen des 2014 entwendeten Bronzereliefs (etwa Bildmitte)

Das Hohe Meer ist ein ehemaliges Gasthaus im Augsburger Stadtbezirk Bleich und Pfärrle. Es befindet sich in der Frauentorstraße (Hausnummer 32) und grenzt südlich unmittelbar an das Leopold-Mozart-Haus an.
Aufgrund seiner historischen Bedeutung und der alten Bausubstanz ist das Gebäude als Baudenkmal in der Bayerischen Denkmalliste eingetragen.

## Beschreibung
Bei dem Gebäude handelt es sich um einen viergeschossigen, giebelständigen Satteldachbau. Markant ist der hohe Giebel mit weit vorkragendem Gesims. Das heutige Erscheinungsbild geht zurück auf einen Umbau im Jahre 1887. Zu dieser Zeit erhielt das Gebäude außen den hochgezogenen Giebel und innen eine Bierhalle mit prächtiger Holzdecke. Im Kern ist das Gebäude jedoch deutlich älter (etwa 16. Jahrhundert).
An der Fassade befand sich ursprünglich ein wertvolles Bronzerelief, bis es 2014 entwendet wurde. Der Verbleib ist bisher unbekannt. Es zeigte das Ostensorium mit der einst weitberühmten Bluthostie „Wunderbarliches Gut“ von Heilig-Kreuz und erinnerte an die Verbundenheit des Hauses mit der Wallfahrt.

## Geschichte

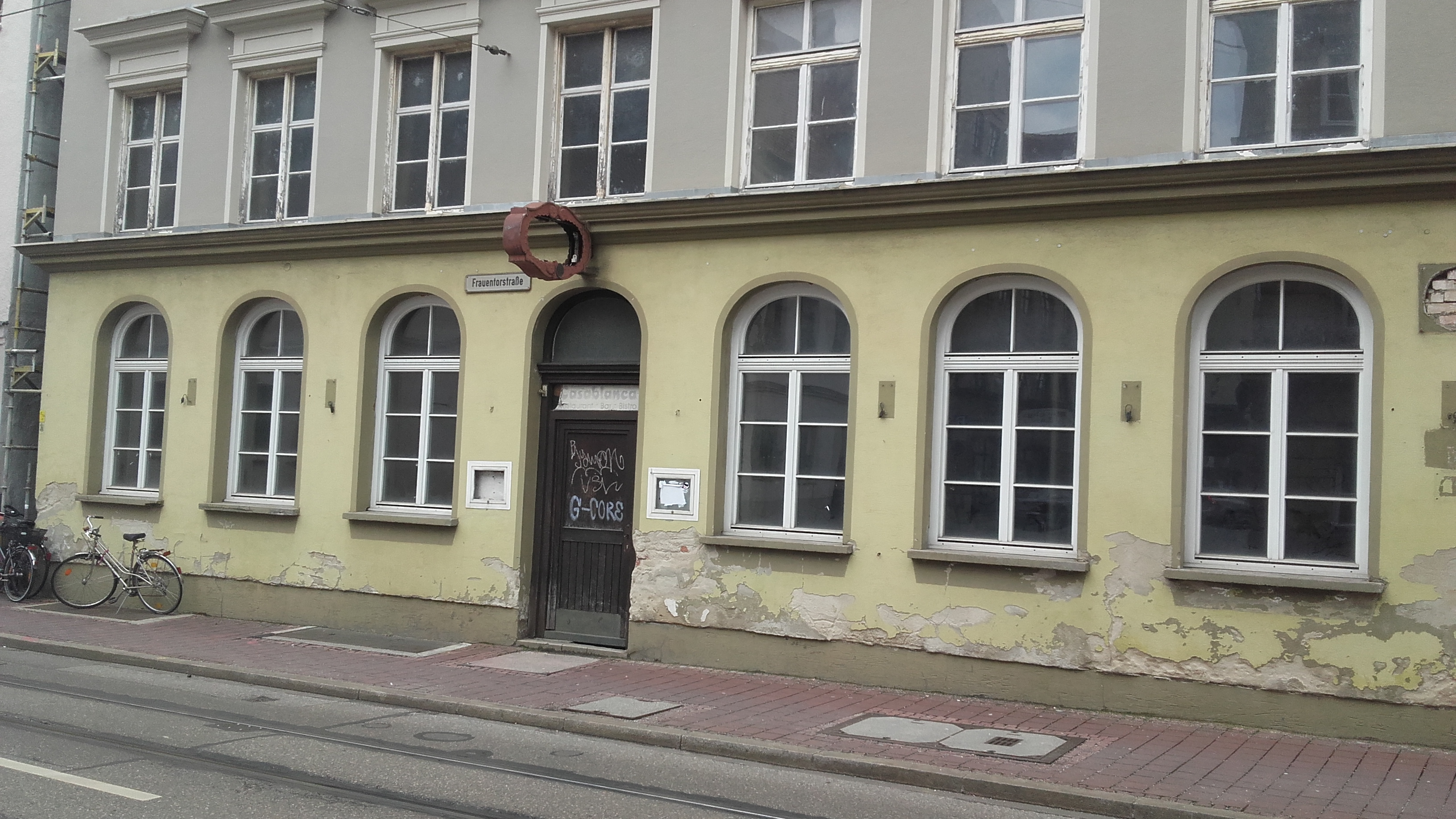
Ehemalige Gaststätte im Erdgeschoss (2021)

Ursprünglich wurde das Anwesen als Braustätte genutzt. Eine Bierschankgerechtigkeit ist dort seit 1606 nachgewiesen. Lange Zeit diente die Gaststätte auch als Einkehrort für Wallfahrer. Im Jahre 1887 kaufte dann die Aktienbrauerei Augsburg (Inhaber J. M. Vogtherr) das Anwesen. 1924 ging die Brauerei und mit ihr auch das Hohe Meer an Hasen-Bräu. Die alliierten Luftangriffe im Zweiten Weltkrieg überstand das Gebäude ohne nennenswerte Schäden.
Um die Jahrtausendwende wurde die Gaststätte geschlossen. Ein Investor kaufte das Anwesen daraufhin und gab 2006 bekannt, dass dort ein Mozart-Hotel eröffnet werden soll. Da der Investor jedoch in finanzielle Schwierigkeiten geriet, konnten die Pläne nicht umgesetzt werden und so kam es erneut zum Verkauf. Neuer Eigentümer wurde die Dolphin Capital aus Langenhagen (später German Property Group). Das Immobilienunternehmen plante die Errichtung von Luxuswohnungen und begann 2013 mit der Sanierung des mittlerweile baufälligen Gebäudes. Nach kurzer Zeit kamen die Arbeiten jedoch zum Erliegen und das Gebäude blieb seither ungenutzt. 2020 meldete die German Property Group Insolvenz an. Gleichzeitig wurde bekannt, dass das Hohe Meer, genau wie viele weitere Immobilien in Deutschland, Teil eines betrügerischen Investitionsmodells ist.